# Tympen
Tympen ist ein Wohnplatz im Ortsteil Petersmark der Gemeinde Goldbeck im Landkreis Stendal in Sachsen-Anhalt.

## Geschichte
1842 gehören zu Erxleben zwei separierte Häuser auf dem Tümpen. 1873 ist auf dem Messtischblatt Der Timpen verzeichnet. In der Nähe gab es mehrere Ziegeleien
Am 1. April 1938 wurde der Wohnplatz Tympen von Erxleben zu Petersmark umgegliedert, wie aus einer Gemeindebezirksveränderung einer Parzelle hervorgeht.

### Einwohnerentwicklung
| Jahr | Einwohner |
| ---- | --------- |
| 1840 | 10        |
| 1871 | 10        |
| 1885 | 7         |

| Jahr | Einwohner |
| ---- | --------- |
| 1895 | 6         |
| 1905 | 10        |

Quelle:

## Religion
Die evangelischen Christen aus Tympen waren bis 1883 eingepfarrt in die Kirchengemeinde und Pfarrei in Erxleben und gehörten danach zur Kirchengemeinde und Pfarrei in Klein Schwechten.